# Kurmanbek Bakijev
Kurmanbek Salijevitj Bakijev (kirgiziska: Курманбек Сали уулу Бакиев), född 1 augusti 1949 i Masadan, provinsen Dzjalal-Abad, var Kirgizistans president mellan den 24 mars 2005 och 15 april 2010, efter att den förre presidenten, Askar Akajev, blivit avsatt efter tulpanrevolutionen 2005. Efter upploppen i Kirgizistan 2010 tvingades Bakijev att lämna posten som president, något han bekräftade den 15 april 2010.
Bakijev föddes i byn Masadan i Dzjalal-Abad oblast. År 1972 var han färdigutbildad som elektrisk ingenjör vid universitetet i Kujbysjev (nuvarande Samara). Han arbetade senare som ingenjör, överingenjör och slutligen fabriksdirektör i Kirgizistan.
Han var guvernör i oblastet Tjüj från april 1997 till december 2000 och landets premiärminister mellan den 21 december 2000 och den 22 maj 2002, tillsatt av Askar Akajev. Han avgick då från premiärministerposten i protest mot en incident som på grund av kravallpolisens våldsamma agerande krävde fem demonstranters liv i staden Aksy och gick med i oppositionen. Från 2003 till 2005 satt han som parlamentsledamot. Vid valet 2005 kom han inte in i parlamentet, men förblev en av de viktigaste oppositionsledarna.
I mars 2005 blev Akajev tvungen att avgå och gå i exil, efter stora demonstrationer mot regimen, i vad som kallats tulpanrevolutionen. Bakijev blev tillförordnad statschef från den 24 mars och valdes den 10 juni till landets president, sedan han allierat sig med en annan framstående oppositionsledare, Feliks Kulov. Den 10 juli 2005 omvaldes han i ett allmänt presidentval med 88 procent av rösterna. Han var även landets premiärminister från 25 mars till 15 augusti 2005, då han efterträddes på denna post av Kulov.
Under 2006 och igen i april 2007 riktades omfattande demonstrationer mot Bakijev, som av oppositionen anklagas ha svikit sina vallöften om ökat inflytande hos parlamentet och minskad korruption. Bakijev skrev den 10 april under en ändring av konstitutionen som överför vissa befogenheter från presidenten till parlamentet.
- Wikimedia Commons har media som rör Kurmanbek Bakijev.